# Nasenbachtalbrücke
Die Nasenbachtalbrücke ist eine Autobahnbrücke im sächsischen Osterzgebirge im Zuge der A 17. Sie wurde 2006 für den Verkehr freigegeben.

## Lage und Einordnung
Die Brücke befindet sich im Waldgebiet Harthe auf 600 m ü. NN nahe den Orten Breitenau und Liebenau oberhalb der alten Dresden-Teplitzer Poststraße. Gemeinsam mit den benachbarten Landschaftstunnel Harthe und der Grenzbrücke über den Schönwalder Bach bildet sie den deutschen Teil des Grenzabschnittes auf der A 17 zu Tschechien, wo sie als D 8 bis über Ústí nad Labem (Aussig) nach Prag weiterführt.
Die Brücke befindet sich auf Streckenkilometer 43 der A 17 und damit etwa 2,5 km südlich der gemeinsamen Grenzübergangsstelle Breitenau / Krásný Les (Schönwald), da sich diese nicht am unmittelbaren Grenzverlauf befindet.

## Errichtung
Die Spannbetonbrücke hat sechs Felder mit den Stützweiten von 41,2 m + 2 × 47,5 m + 2 × 52,0 m + 42 m und einer Gesamtlänge von 282,4 m. Der Querschnitt der beiden Überbauten besteht aus je einem Spannbetonhohlkasten mit 3,8 m Konstruktionshöhe. Die Vorspannung besteht aus externen und internen Spanngliedern, die Herstellung erfolgte im Taktschiebeverfahren.
Die Brücke wurde von der Arbeitsgemeinschaft Nasenbachtal, bestehend aus Porr und Hochtief AG errichtet. Fertiggestellt wurde das Bauwerk im Oktober 2006, am 21. Dezember 2006 wurde es für den Verkehr freigegeben.

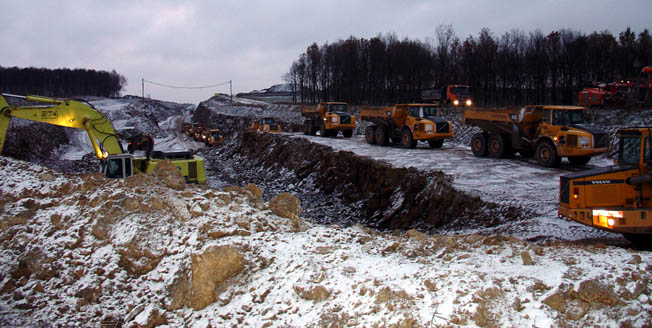
Baustelle A 17 am Buswendeplatz Breitenau
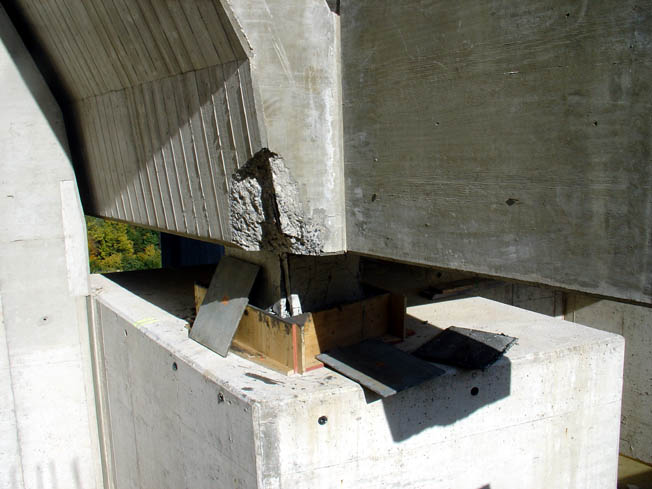
Instandsetzungsarbeiten an der Nasenbachtalbücke
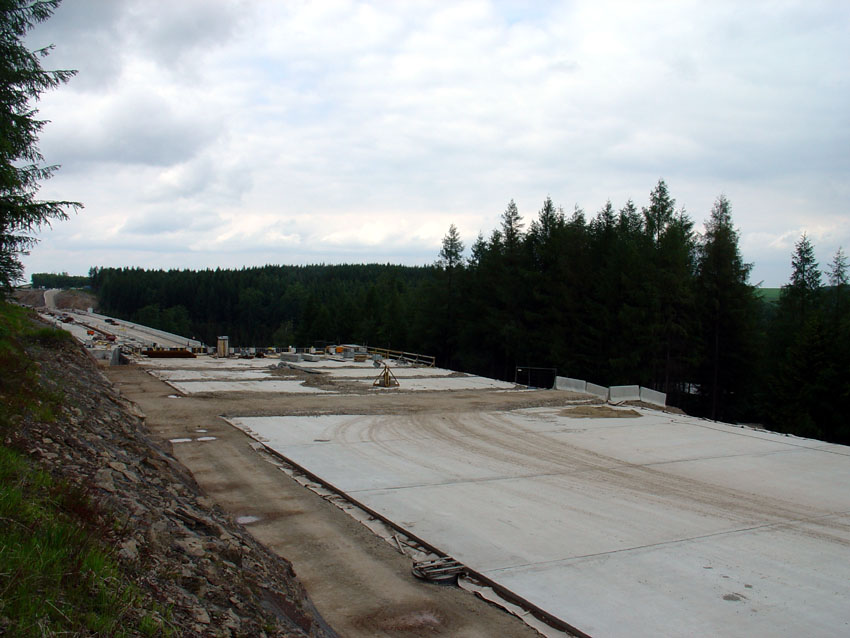
Landschaftstunnel Harthe und Nasenbachtalbücke
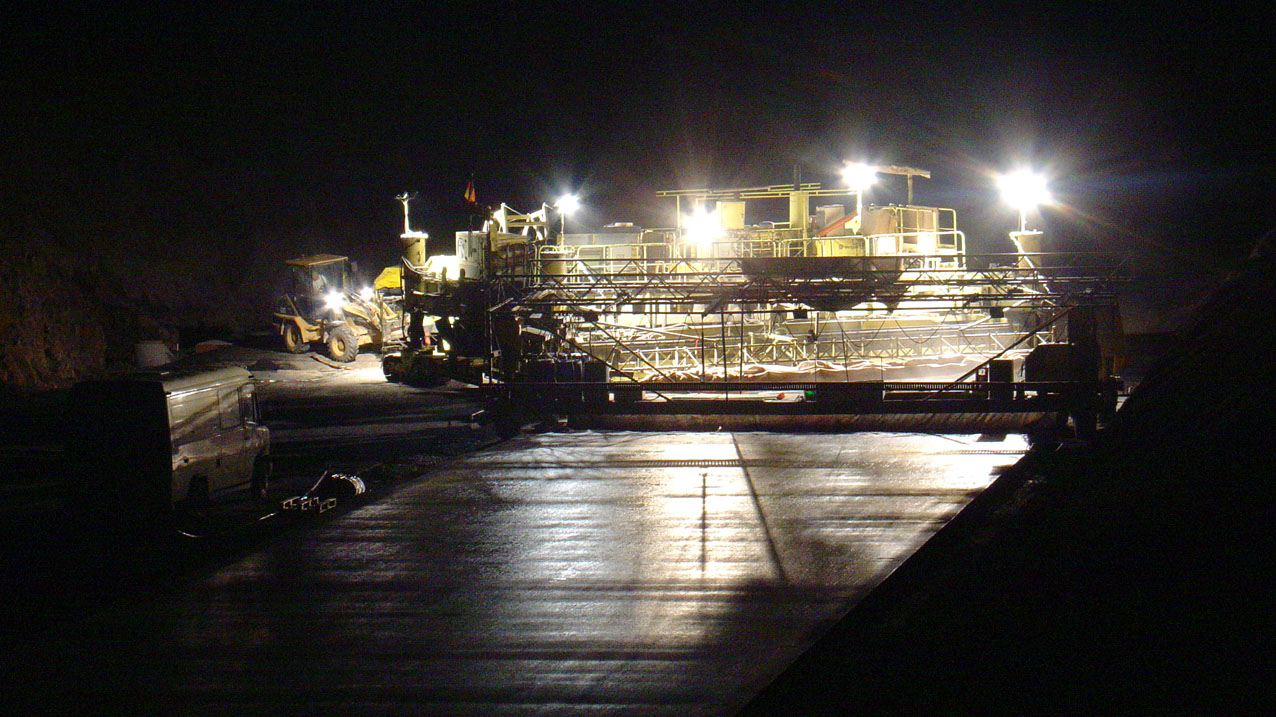
Aufbringen der Fahrbahndecke auf die Nasenbachtalbrücke